# Abkhasisk
Abkhasisk er et nordvestkaukasisk sprog, der tales af i alt ca. 190.000 mennesker (2015), hovedsagelig i Abkhasien, hvor der er ca. 125.000 talere, men også af minoriteter i bl.a. Tyrkiet, Jordan, Syrien og det sydvestlige georgiske område Adjarien. Sproget er berømt for sit store antal konsonantfonemer, ca. 60, hvoraf nogle er ekstremt sjældne som konsonantlyde i verdens sprog og ikke kendes andre steder som fonemer. Der er tilsvarende få vokaler i systemet.